# Taghit
Taghit (în arabă تاغيت) este o comună din provincia Béchar, Algeria.
Populația comunei este de 6.505 locuitori (2009).